# 토성
토성(土星, 라틴어: Saturnus)은 태양으로부터 여섯 번째에 있는 태양계의 행성이다. 토성은 태양계 내의 행성 중 목성에 이어 두 번째로 크며, 지름은 약 12만 km로, 지구의 9.1배이며 부피는 지구의 약 760배에 달한다. 이에 비해 질량은 지구의 약 95배 밖에 안되기 때문에, 토성의 평균 밀도는 0.7g/cm3에 지나지 않는다. 그리고 토성의 표면 중력은 지구와 비슷하다. 또한 토성은 목성, 천왕성, 해왕성과 함께 목성형 행성으로 분류된다.
토성의 영어 단어 새턴(Saturn)은 로마의 신 '사투르누스(Saturnus)'에 기원한 것이다. 영어로 토요일을 나타내는 Saturday도 여기서 나왔는데, 이는 그리스 신화에서의 제우스의 아버지이다.

## 특징
토성의 질량은 지구의 약 95.1배이며 지름은 9배인 12만 km 가량으로서 크기와 질량에서 목성 다음으로 태양계에서 큰 행성이다. 하지만 토성의 부피는 지구의 대략 760배나 돼 토성의 밀도는 태양계 내의 모든 천체뿐만 아니라 물보다도 작다. 토성의 대기는 목성과 마찬가지로 수소와 헬륨이 주류를 이루고 약간의 메탄과 암모니아가 첨가되어 있다. 토성의 표면 온도는 섭씨 영하 180°C를 기록하고 있다. 토성의 온도가 낮은 이유는 태양과 너무 멀리 떨어져 있기 때문으로 지구가 태양으로부터 받는 열량의 약 100분의 1밖에 받지 못한다. 이 추위 때문에 토성에서 암모니아는 물론 메탄 등이 결빙해 고체 형태로 존재한다. 이 때문에 토성 상공 1,000km 아래는 수증기와 암모니아 구름이 공존하고 있으며 대기의 유동 속도가 커서 적도에서는 시속 1,800km의 강풍이 사납게 휘몰아치고 있다. 토성은 태양에서 14억 2,672만 km 떨어져 있어 공전 하는데에 29.4571년이 걸리지만 자전 속도는 매우 빨라서 목성보다 1시간 많은 10시간 33분 38초마다 한 번씩 자전한다. 토성은 태양계 행성 가운데 매우 멀리 있는데도 토성의 고리가 있기 때문에 밝은 빛으로 빛나며 수성보다도 밝은 빛을 낸다.

### 토성의 고리와 위성
토성은 목성과 모든 면에서 아주 비슷하지만 아름다운 고리로 사람들을 놀라게 한다. 토성에 대한 연구는 1610년 갈릴레이에 의해 본격적으로 시작되었으며 그는 처음에 토성의 고리를 보고 이것을 '토성의 귀 또는 손잡이'라고 부르기도 했다. 그러나 훗날 그가 죽은 뒤 50년 후인 1659년 네덜란드의 천문학자인 호이겐스(Huygens)에 의해 그것이 고리라는 것이 밝혀지고 최근의 보이저 호가 관측할 때까지는 너무 희미해서 상세하게 알 수는 없었다. 토성의 신비는 태양계 탐사 우주선 보이저 1,2호에 의해 낱낱이 밝혀졌다. 토성에는 모두 60개의 위성이 있는 것으로 2006년 11월까지 확인되었으나, 2023년 5월에 와서 토성의 위성은 274개이며 현재까지 태양계 중 가장 위성이 많은 것으로 밝혀졌고, 앞으로 더 발견될 수도 있을 것이다. 토성의 위성 가운데 타이탄은 발견 역사가 가장 오래됐고 다른 태양계 위성 중에서는 볼 수 없는 얼음이 지표면에 존재한다.

### 토성의 위성
토성은 274개의 위성을 가지고 있다. 이 위성들 대부분은 얼음 덩어리로 이루어져 있으며 일부는 암석도 군데군데 섞여 있다. 토성의 위성은 1659년에 처음으로 발견되었으며 이 해는 호이겐스에 의해 토성의 고리가 발견된 해이기도 하다. 이 위성은 200년 뒤 로마 신화의 새턴(토성의 신 이름)과 친인척 관계인 타이탄이라고 불렀다.
토성의 위성 중 하나인 타이탄은 직경은 약 5150km, 질량 1.35*1023kg으로, 태양계 위성 중 목성의 가니메데 다음으로 큰 위성이다. 타이탄은 표면 중력이 작음에도 불구하고 온도가 낮아 대기를 가지고 있고, 1944년 천문학자 카이퍼는 대기에 메탄이 포함되어 있다는 것을 발견했다.

### 토성 탐사
지금까지 토성을 탐험한 우주선은 파이어니어 11호와 보이저 1호, 보이저 2호 등이다. 이 중 파이어니어 11호는 6년 동안 32억 km를 여행한 끝에 1979년 9월 1일에 처음으로 토성에 도착했다.
파이어니어 11호의 관측에 의하면 토성은 지구보다 1,000배나 더 강하지만 목성보다는 약 20배 약한 자장을 가졌으며, 토성 주위에는 2개의 새로운 띠가 있었다. 보이저 1호는 1980년 11월 12일에 토성을 지나가면서 새로운 띠와 위성 3개를 발견했고, 토성의 위성인 타이탄에 질소로 구성된 대기가 있음을 발견했다.

## 물리적인 특성
토성의 밀도는 태양계 행성들 중 가장 낮다. 자전 속도는 빠르며 표면은 고체가 아니다. 이러한 요소들이 결합하여 토성의 외관은 육안으로도 구분될 정도로 회전 타원체 형태로 눌려 있다. 토성의 극 반지름과 적도 반지름은 대략 10% 정도 차이가 나는데, 극 반지름은 54,364km임에 반해 적도 반지름은 60,268km에 이른다. 다른 가스 행성들도 찌그러진 것은 마찬가지이나, 토성처럼 심한 경우는 없다. 토성의 중심핵 부분의 밀도는 높을 것으로 예상되지만, 전체적인 토성의 밀도는 0.69g/mL에 불과하다. 따라서 토성의 질량은 지구의 약 95배 정도이다.(목성의 질량은 지구의 318배에 이르지만, 반지름은 토성보다 약 20퍼센트 더 큰 정도이다) 토성은 물에 띄워진다고 들 하지만 토성은 물에 띄워지는 성질이 아니고, 밀도만 따지면 그렇다. 토성을 담을 정도의 물은 액체 상태를 유지할 수 없다.

### 내부 구조
토성의 내부가 어떻게 되어 있는지 정확하게 알려져 있지는 않지만 목성과 비슷할 것으로 생각된다. 구체적으로 암석 물질로 이루어진 핵 위를 수소와 헬륨이 둘러싸고 있을 것으로 보인다. 암석핵은 지구와 물질 조성은 비슷하나 밀도는 더 높다. 핵을 금속 수소의 두꺼운 층이 둘러싸고 있으며 그 위는 액체 수소 및 헬륨의 층이 있다. 최 외곽층 1000km는 기체 수소 및 헬륨의 층일 것이다. 여러 종류의 물질로 이루어진 얼음 들이 소량 포함되어 있다. 중심 핵의 질량은 지구의 9배에서 22배 정도일 것으로 보인다. 토성의 중심부는 11,700°C 정도로 매우 뜨거우며 태양으로부터 받는 복사열의 2.5배에 이르는 에너지를 우주로 방출한다. 이 가외의 에너지 대부분은 켈빈-헬름홀츠 기구(완만한 중력 수축 과정)를 통해 생산되지만 이 이론 만으로 토성의 내부열을 모두 설명할 수는 없다. 토성 내부 깊은 곳에서 헬륨의 비가 쏟아지는 과정을 통해 열에너지 일부가 추가로 생겨난다는 이론이 제기되었다. 헬륨 방울들은 내부로 추락하면서 보다 가벼운 수소와 마찰을 일으켜 열을 방출한다고 생각된다.

하지만, <네이처 천문학>에 발표된 새로운 연구에 따르면 토성의 핵은 단단한 암석이 아니라 얼음, 바위, 금속성 유체가 섞인 상태임이 밝혀졌다.

### 대기
토성도 목성과 마찬가지로 수소와 헬륨이 대기의 거의 전부를 이루고 있다. 조성 비율은 수소 93.2%에 헬륨 6.7%이다. 이외에도 암모니아, 아세틸렌, 에테인, 인화수소, 메테인 성분도 적은 분량이지만 검출된다. 토성의 내부는 중심 부분만 고체로 이루어져 있고, 나머지는 압축된 헬륨과 수소로 이루어진 것으로 추측된다. 토성은 태양과 약 14억 km 떨어져 대기층의 평균 온도는 목성보다 낮은 -145°C 정도이다. 토성 표면에도 목성과 비슷한 가로줄 무늬와 반점이 있다. 이것은 자전 주기가 빨라서 대기의 격렬한 흐름과 소용돌이 때문에 나타나는 것이다.

## 공전 궤도와 자전
토성과 태양 사이의 평균 거리는 1,400,000,000 킬로미터(9 천문단위)이다. 공전 궤도 평균 속도는 9.69km/s로, 지구 시간으로 태양을 1회 공전하는 데에는 약 10,759일(약 29.5년)이 걸린다. 토성 궤도 경사각은 지구 공전면에 대해 2.48도 기울어져 있다. 궤도 이심률이 0.056이기 때문에 토성과 태양 사이 거리는 태양에 가장 가까울 때와 멀어졌을 때 차이가 약 155,000,000 킬로미터이다.
토성은 기체로 이루어진 행성이라 차등 자전을 하며, 자전축은 공전 궤도면에 비하여 약 27° 기울어져 있다. 기울어져서 공전을 하므로 지구처럼 계절이 생긴다. 지구에서 봤을 때 대략 30년을 주기로 고리의 모습이 바뀌게 된다, 고리의 평면이 태양과 일치할 때 우리의 시각에서는 토성의 고리가 보이지 않게 되며, 한 주기에 두 번 즉 약 15년에 한 번 씩 일어나게 된다.
다른 유체 천체와 마찬가지로 토성 표면에 보이는 구조들은 위도에 따라 다른 속도로 행성을 일주한다. 속도 차이에 따라 계(系:) I, II로 나눌 수 있다. 계 I은 공전 주기 10시간 14분 00초로 지구 시간 1일에 844.3도 회전하며 ‘적도 지역’(남방 적도대의 북쪽 경계면 부터 시작하여 북방 적도대의 남쪽 경계면 까지 미치는 부분)이 여기에 해당된다. 계 I 지역을 뺀 나머지 부위는 같은 속도로 자전하며 이를 계 II라고 부른다. 계 II는 공전 주기 10시간 39분 24초로 지구 시간 1일에 810.76도 회전한다. 보이저 호 플라이 바이 때 행성으로부터 방출된 전파에 기반하여, 새로운 지역 계 III를 정의할 수 있다. 이 지역의 공전 주기는 10시간 39분 22.4초로 지구 시간 1일에 810.8도 회전한다. 계 II와 III의 물리적 수치는 매우 비슷하다.

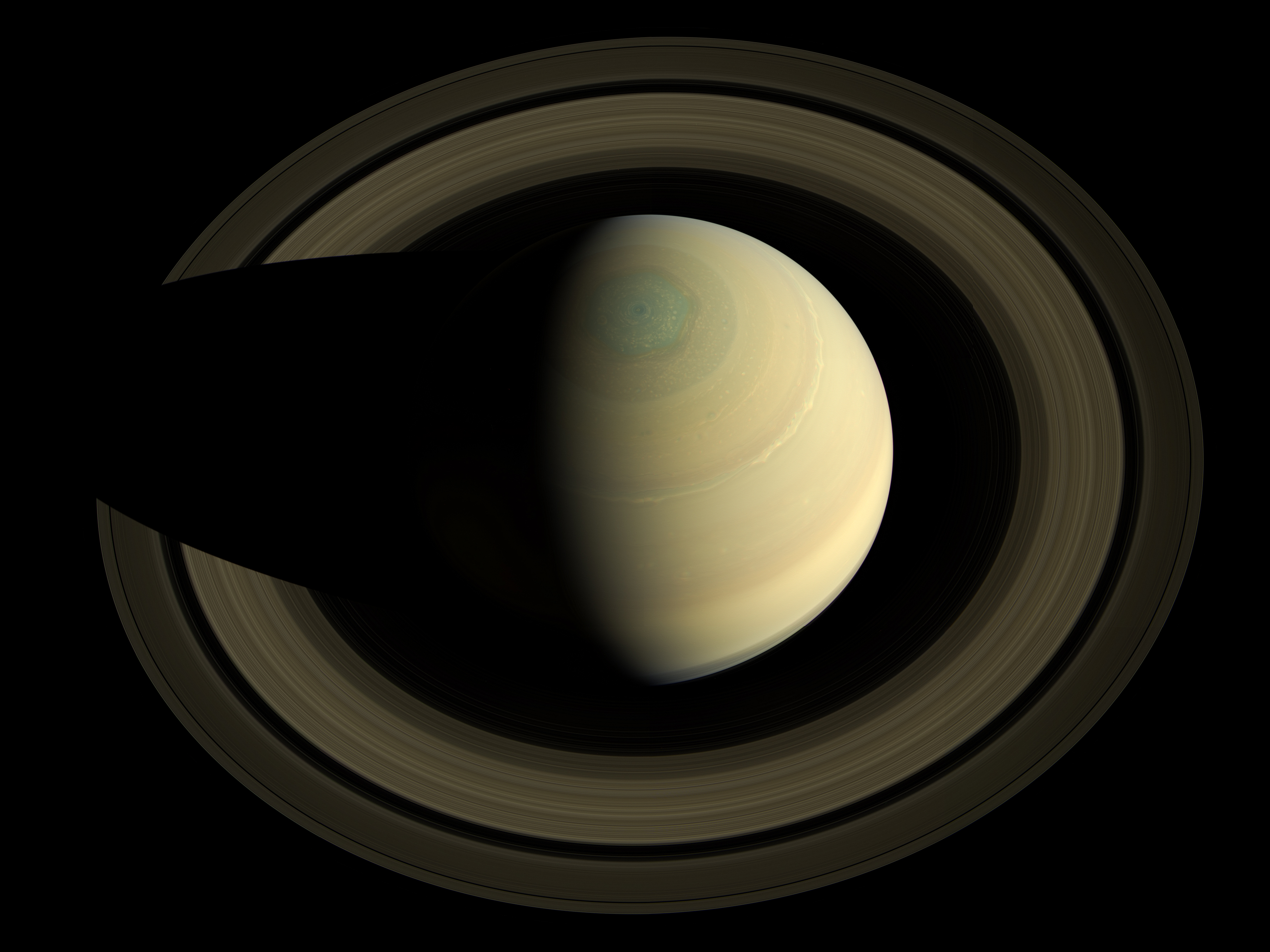
토성의 북극. 육각형 구름의 형태가 보인다.

그러나 토성 내부 물질들의 정확한 자전 주기는 제대로 밝혀지지 않았다. 2004년 카시니 호는 토성에 접근하면서 토성의 전파 자전 주기가 10시간 45분 45초(± 36초)로, 인식 가능할 정도로 느려졌음을 확인했다. 이러한 변화의 원인은 알려져 있지 않다. 종전에는 변화 원인을 토성의 자전 속도 변화 때문이라기 보다는 전파원이 토성 내부 다른 위도로 이동, 각기 다른 공전 속도로 행성을 돌기 때문인 것으로 추측했다.
이후 2007년 3월 전파 방출 자전은 행성의 자전 속도를 따르지 않음이 밝혀졌다. 측정된 자전 주기 값이 다양한 원인으로 토성의 위성 엔셀라두스의 간헐천 활동을 들고 있다. 간헐천 활동으로 토성 궤도 상에 방출된 수증기는 대전된 뒤 토성의 자기장을 약화 시키며, 자기장 자전 속도를 행성 자체 자전 속도보다 조금 늦춘다. 이 발표 당시 기준으로, 토성의 중심핵 자전 속도를 구할 수 있는 방법은 달리 없는 것으로 언급되었다.
2007년 10시간 32분 35초, 토성의 정확한 자전 주기가 발표되었는데, 이 값은 보이저 호, 파이피니어 탐사선, 카시니 호가 수집한 자료들을 취합 분석하여 낸 수치이다.

### 육각형 구름

토성의 육각형 구름

토성의 육각형 구름

토성의 북극(위도 약 77도)에는 왼편 그림과 같이 육각형으로 회전하는 구름이 존재한다. “육각형 구름” 또는 “육각형 제트류”로 불리는 이 구름은 1980년대 보이저 호에 의해 발견된 뒤 토성의 공전 주기로 인해 관찰이 불가능했다가 30년 뒤 카시니 호에 의해 다시 촬영되었다. 구름이 차지하는 영역이 지구의 두 배 크기 정도 되며, 그 안에서 제트류가 초속 약 100m 정도로 회전하고 있는 것으로 추측되고 있다.
이 육각형 구름 현상은 카시니 호 연구원에 의해 우주에서 일어나는 가장 아름다운 미스터리라는 평가를 받았다. 이후 액체를 통한 실험으로 비슷한 모양이 나타나는 현상을 재현할 수가 있다는 보고가 나왔다. 덴마크 공과 대학 물리학과의 토마스 욘손 등이 2008년에 발표한 관련 실험 논문에 따르면, 원통형 용기에 액체를 채우고 그 안에서 원판을 전동기로 회전 시키면서 원통 위에서 이를 관찰하면 전동기의 회전수에 따라 원심력에 의해 삼각형에서 육각형까지 다각형이 나타나게 된다고 밝혔다. 따라서 토성의 북극 내부가 이와 비슷한 형태로 구성되어 있다는 추측이 가능하다.

## 자기권
토성의 자기축은 자전축과 거의 일치하다. 지구만 봐도, 나침반으로 북극과 남극을 찾을 수 없다. 지리적 북(남)극점과 자북(남)극점이 일치하지 않기 때문이다. 하지만 만약 토성에 가서 지구와 같은 조건으로 나침반을 쓸 수 있다면, 토성의 북극과 남극을 작은 오차 내에서 거의 정확히 찾아 낼 수 있다.
토성은 내부 액체 금속 수소층의 부피와 매우 빠른 자전으로 인해 자기권의 넓이가 매우 넓다. 목성과 토성의 질량비는 4:1이지만 자기권 넓이의 비는 격차가 훨씬 적은 4:3으로, 이는 질량 당 자기 에너지는 토성이 목성보다 더 센 것이다.
그동안 토성의 자기장은 약 0.22 가우스로, 목성의 약 1/20의 세기이며 지구보다 약간 약하다고 알려져 왔다. 그러나 최근에 밝혀진 내용으로 토성의 자기장은 목성 자기장의 약 72배나 되며, 동일한 조건이 아니더라도 적어도 목성 자기장의 대략 42배 세기이다. 지구 자기장은 토성 자기장 앞에서 맥도 못 추릴 정도로 토성은 아주 강한 자기장을 가졌다. 심지어 목성 자기장도 토성 자기장과는 비교도 안 될 정도로 약하다. 지구의 자기장 보다는 약 576배나 강하다고 한다.

## 토성의 고리

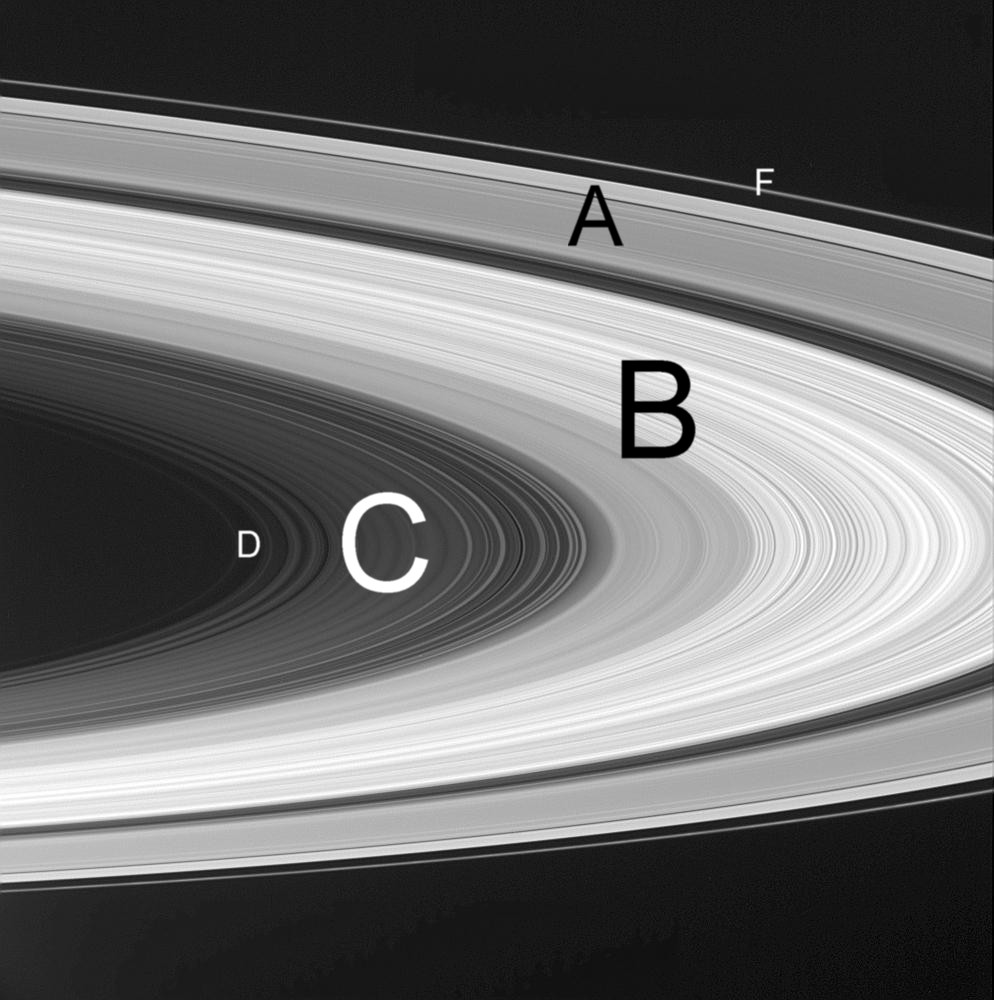
토성의 고리

토성의 고리는 다른 태양계 행성들의 고리에 비해 눈에 잘 띄어 유명하다. 1610년 갈릴레오 갈릴레이가 망원경을 이용하여 토성의 고리를 처음으로 관측하였다. 하지만 당시에는 그것이 고리라는 것을 확실하게 알아내지는 못하였고, 갈릴레이는 토성에 귀가 있다고 표현하였다.
1609년 갈릴레이는 망원경으로 토성을 관찰하다가 토성의 양쪽에 귀 모양의 괴상한 물체가 붙어 있다가 밤이 깊어지면 차츰 사라지는 것을 발견했다. 갈릴레이는 이 때부터 약 3년 동안 토성의 두 개의 귀가 보이지 않을 때까지 관측을 계속했다. 그로부터 50년 뒤 네덜란드의 천문학자 호이겐스가 토성의 '양쪽의 귀'의 실체를 정확히 밝혀냈다. 그것은, 귀가 아니라 고리라는 것인데 호이겐스는 이 엄청난 정보를 혼자만 알고 있을 수 없어 3년 뒤에 발표 하고야 말았다. "토성의 양쪽 귀는 엷은 고리이다. 이 고리는 토성에 붙어 있지 않고 떨어져 있다." 호이겐스가 이러한 내용을 설명한 자리에 있었던 사람들은 모두 놀라고 말았다. 1675년 이탈리아의 천문학자 카시니(Jean Dominique Cassini)는 더욱 좋은 망원경을 이용해 토성의 고리를 자세히 관찰하여 토성의 고리가 하나가 아니라 여러 개로 이루어져 있다는 것을 알아냈다. 또한, 그는 고리 사이의 검은 선으로 보이는 거대한 간격을 찾아냈으며, 이 간격이 바로 '카시니 간극(카시니 틈, Cassini division)'이다.
우주선으로 관측한 결과 토성의 고리는 수많은 얇은 고리들로 이루어져 있었고, 이 고리들은 레코드 판처럼 곱게 나열되어 있다. 토성의 고리는 적도 면에 자리 잡고 있으며 토성 표면에서 약 7만~14만km까지 분포하고 있다. 토성의 고리는 아주 작은 알갱이 크기에서 부터 기차만한 크기의 얼음들로 이루어져 있다.
토성의 고리는 적도면에 자리잡고 있으며 토성 표면에서 7만~14만 km까지 뻗쳐 있다. 그래서 토성의 고리 두께는 약 7만 km에 이른다. 한 개의 작은 고리 두께는 50m에 불과하다. 토성의 고리 표면은 수근 알갱이 만한 것에서 부터 기차 크기 만한 얼음들이 널려 있어 얼음 조각 작품의 전시장을 방불케 한다.
많은 천문학자들은 토성이 생성된 뒤 남은 물질이 고리를 이룬 것으로 추측하고 있다. 즉 성운에서 토성이 생성되고, 이와 같은 시기에 고리도 생성되었다는 설이다. 이는 토성의 거대한 고리계를 설명할 수 있으며, 고리의 희박한 밀도 등 여러 가지를 설명할 수 있으나, 어떻게 고리계가 약 45억 년 이상 유지될 수 있었는지 설명하기는 어렵다.
일부 천문학자들은 토성의 고리에 대하여 토성의 강한 중력을 못 이겨 산산조각이 난 위성의 잔해물이라 주장한다. 즉 위성이나 유성체, 혜성과 같은 천체들이 토성에 가까이 접근하면 조석력에 의하여 부서지게 되고, 이후 잔해들이 남아 상호 마찰로 인해 더욱 잘게 부서져 고리를 형성한다는 것이다.

## 토성의 위성
토성은 많은 수의 위성을 가지고 있다. 이 위성들은 대부분 얼음 덩어리로 이루어져 있고, 일부는 암석도 섞여 있다. 토성에는 현재 확인된 위성이 274개가 있고, 공식적으로 이름이 붙여진 위성은 62개 이상이다. 목성의 가니메데에 이어 두 번째로 큰 위성인 타이탄은 주로 질소와 메탄으로 이루어진 짙은 대기를 보유하고 있는 유일한 위성으로 알려져 있다.
토성의 위성들을 보면 상대적으로 커다란 위성은 처음 생긴 충돌 구덩이가 그대로 보존되어 있지 않다. 즉 어떠한 내부 열원으로 표면이 변했다는 것을 추측할 수 있다. 하지만, 상대적으로 작은 위성은 충돌 구덩이가 그대로 보존되어 있었다. 따라서 천문학자들은 토성의 위성이 몇 개의 큰 천체가 깨어져 생성된 것이라 추측하고 있다.
토성에는 태양계에서 두 번째로 커다란 위성인 타이탄을 가지고 있다. 타이탄은 지름 약 5,150km, 질량 약 1.37x1023으로, 태양계 위성 중 목성의 가니메데 다음으로 큰 위성이다. 타이탄은 표면 중력이 작음에도 불구하고 온도가 낮아(약 -180 °C) 짙은 대기를 가지고 있었는데, 1944년 천문학자 제러드 카이퍼는 타이탄의 대기에 메탄이 포함되어 있다는 것을 발견했다. 타이탄의 대기는 대부분 질소로 이루어져 있으며, 메탄과 아르곤, 그리고 미량의 수소 분자, 일산화탄소 등이 존재한다.
타이탄이 발견된 후 조반니 도메니코 카시니는 1671년부터 1684년 사이에 이아페투스(Iapetus), 테티스(Tethys), 디오네(Dione) 등 몇몇 토성의 위성들을 발견해 토성 연구에 큰 공을 세웠다. 카시니가 발견한 위성들은 목성의 가장 작은 갈릴레이 위성 유로파보다 훨씬 작은 것들이었다. 이 가운데 이아페투스의 지름은 약 1,440km이고 가장 작은 테티스는 약 1,060km에 이른다. 이아페투스는 특이한 표면을 가지고 있다. 토성의 다른 위성보다 약 10~15배 이상 밝은 이아페투스의 땅은 온통 밝은색은 아니고 밝은 곳은 눈처럼 희고 어두운 쪽은 숯을 연상할 정도로 어둡다고 알려져 있다. 보이저 1호는 이아페투스의 두 면 가운데 밝은 쪽은 얼음으로 덮여 있고 어두운 쪽은 먼지들로 이루어졌다는 것을 밝혀냈다. 디오네의 지름은 약 1,120km이며 토성에서 약 37만 7천km 떨어진 위치에 자리 잡고 있는데 약 2.7일 주기로 토성을 한 바퀴 돈다.
19세기 말에는 토성의 위성이 아홉 개 정도라고 알려졌었다. 아홉 번째 포에베(Phoebe)는 1898년 미국 천문학자 에드워드 찰스 피커링이 발견했다. 이 포에베는 토성의 다른 위성과 정반대 방향으로 공전해 천문학자들이 주의 깊게 관찰한 바 있다. 포에베는 그때까지 발견된 토성의 위성 가운데 가장 멀리 떨어져 있어 토성으로부터의 평균 거리가 약 1,300만 km나 되며, 토성을 공전하는 데는 약 550일이 걸린다. 토성의 위성에는 분화구가 많은 것이 특징이며, 이중 미마스(Mimas)는 자신의 크기에 비하여 큰 분화구를 가지고 있어 집중을 받고 있다. 이 분화구는 미마스 면적의 4분의 1 정도를 차지한다.

## 토성 탐사

### 토성 탐사선
- 파이피니어 11호
- 보이저 1호
- 보이저 2호
- 카시니-하위언스 호

## 같이 보기
- 중력적으로 둥근 태양계 천체 목록